# Gleison Bremer
Gleison Bremer Silva Nascimento (Itapitanga, 18 de março de 1997), mais conhecido apenas como Bremer, é um futebolista brasileiro que atua como zagueiro. Atualmente joga na Juventus.
Seu nome foi escolhido por seu pai em homenagem ao futebolista alemão Andreas Brehme.

## Carreira

### Início
Ingressou no Desportivo Brasil em 2014, aos 17 anos. Em 2015, atuou em nove partidas pelo Campeonato Paulista da Segunda Divisão. No mesmo ano, foi emprestado ao São Paulo por um ano, e inicialmente foi designado ao elenco Sub-20.

### Atlético Mineiro
Em março de 2017, Bremer foi contratado pelo Atlético Mineiro por 380 mil reais. Promovido ao elenco principal em junho, estreou no time principal – e no Campeonato Brasileiro – no dia 25 de junho, substituindo o lesionado Rodrigão na vitória fora de casa por 1 a 0 contra a Chapecoense. Já no dia 11 de julho, Bremer renovou seu contrato com o clube até o final de 2021.
Marcou seu único gol pelo time no dia 13 de maio de 2018, na vitória por 2 a 1 contra o Atlético Paranaense, fora de casa. O zagueiro deixou o Galo após 33 partidas, sendo negociado com o Torino por 5,8 milhões de euros.

### Torino
Foi anunciado pelo Torino no dia 10 de julho de 2018, assinando um contrato de cinco anos com o clube italiano. O zagueiro estreou pelo Granata no dia 12 de agosto, em jogo válido pela na Copa da Itália, na goleada por 4 a 0 contra o Cosenza, entrando aos 23 minutos do segundo tempo no lugar de Armando Izzo. Sua estreia na Serie A foi no dia 19 de agosto, mais uma vez substituindo Izzo, dessa vez na derrota por 1 a 0 contra a Roma.
Bremer foi titular pela primeira vez no dia 3 de maio de 2019, no deby de Turim contra a Juventus que terminou empatado por 1 a 1. Em sua primeira temporada no Torino, atuou em sete jogos na Serie A e na Copa da Itália, na maioria das vezes substituindo os titulares Emiliano Moretti e Koffi Djidji.
Após a aposentadoria de Moretti em julho de 2019, o treinador Walter Mazzarri escolheu Bremer para substituí-lo. Assim, o brasileiro foi titular no dia 25 de julho, contra o Debrecen, em jogo válido pela pré-eliminatória da Liga Europa da UEFA. No segundo jogo da pré-eliminatória, Bremer marcou um gol contra na derrota em casa por 3 a 2 para o Wolverhampton.
Na temporada 2020–21, o zagueiro passou a receber ainda mais chances no time titular do Torino. No dia 30 de novembro de 2019, Bremer marcou o gol na vitória por 1 a 0 contra o Genoa, fora de casa. Voltou a ter boa atuação no dia 28 de janeiro de 2020, quando marcou um doblete na derrota por 4 a 2 contra Milan, em jogo válido pela Copa da Itália. Após a retomada da temporada, Bremer foi titular em todos os jogos do Torino e contribuiu com mais dois gols. O zagueiro terminou a temporada com um total de 35 jogos e cinco gols marcados.
No dia 2 de fevereiro de 2022, Bremer renovou seu contrato com o clube até 2024. Suas atuações oferecidas ao longo da temporada 2021–22 lhe renderam o prêmio de melhor defensor da temporada da Serie A.

### Juventus
Em 20 de julho de 2022, Bremer foi anunciado como novo reforço da Juventus. O zagueiro assinou um contrato de cinco anos.
| “                                  | A Juve tem jogadores brasileiros e isso me ajudará a chegar à Seleção. Não é fácil, fiz uma grande temporada no ano passado, mas não fui convocado. Não será fácil, mas elevei meu nível. | ” |
| — Bremer, durante sua apresentação | |   |

Realizou sua estreia pelos Bianconeri no dia 15 de agosto, em uma vitória por 3 a 0 em casa contra o Sassuolo, em jogo válido pela primeira rodada da Serie A. Marcou seu primeiro gol pela Juve no dia 11 de setembro, num empate por 2 a 2 contra a Salernitana, válido pelo Campeonato Italiano.
Bremer encerrou sua primeira temporada pela com cinco gols em 43 jogos. Pelo Campeonato Italiano, foram quatro gols em 30 jogos, todos como titular. Com boas atuações, o jogador foi o único brasileiro escolhido para o time ideal da Serie A.

## Seleção Nacional
No dia 9 de setembro de 2022, Bremer foi um dos 26 convocados por Tite para Seleção Brasileira. O zagueiro foi chamado para os últimos dois amistosos de preparação do Brasil para a Copa do Mundo FIFA de 2022, contra Gana e Tunísia. Estreou pela Seleção Brasileira no dia 23 de setembro, na vitória por 3 a 0 contra Gana. Na ocasião, Bremer começou no banco de reservas e entrou no segundo tempo, no lugar de Thiago Silva.

### Copa do Mundo de 2022
Presente na lista dos 26 convocados por Tite no dia 7 de novembro, Bremer foi chamado para a Copa do Mundo FIFA de 2022, realizada no Catar. Estreou na competição no dia 2 de dezembro, sendo titular na derrota por 1 a 0 contra Camarões no Estádio Nacional de Lusail, em Lusail. Apesar do resultado negativo, o Brasil classificou-se em primeiro no Grupo G.

## Estilo de jogo
Bremer é um zagueiro central forte fisicamente e habilidoso no jogo aéreo, com um bom senso de posição. Jogador de grande flexibilidade, confiabilidade e velocidade, disse ter se inspirado no também zagueiro brasileiro Lúcio.

## Estatísticas

### Clubes
Abaixo estão listados todos os jogos, gols e assistências do futebolista por clubes
| Clube             | Temporada         | Campeonato nacional | Campeonato nacional | Campeonato nacional | Copa nacional[a] | Copa nacional[a] | Copa nacional[a] | Competições continentais[b] | Competições continentais[b] | Competições continentais[b] | Outros torneios[c] | Outros torneios[c] | Outros torneios[c] | Total | Total | Total   |
| Clube             | Temporada         | Jogos               | Gols                | Assist.             | Jogos            | Gols             | Assist.          | Jogos                       | Gols                        | Assist.                     | Jogos              | Gols               | Assist.            | Jogos | Gols  | Assist. |
| ----------------- | ----------------- | ------------------- | ------------------- | ------------------- | ---------------- | ---------------- | ---------------- | --------------------------- | --------------------------- | --------------------------- | ------------------ | ------------------ | ------------------ | ----- | ----- | ------- |
| Atlético Mineiro  | 2017              | 12                  | 0                   | 0                   | 1                | 0                | 0                | 1                           | 0                           | 0                           | 1                  | 0                  | 0                  | 15    | 0     | 0       |
| Atlético Mineiro  | 2018              | 11                  | 1                   | 0                   | 3                | 0                | 0                | 2                           | 0                           | 0                           | 2                  | 0                  | 0                  | 18    | 1     | 0       |
| Atlético Mineiro  | Total             | 23                  | 1                   | 0                   | 4                | 0                | 0                | 3                           | 0                           | 0                           | 3                  | 0                  | 0                  | 33    | 1     | 0       |
| Torino            | 2018–19           | 5                   | 0                   | 0                   | 2                | 0                | 0                | —                           | —                           | —                           | —                  | —                  | —                  | 7     | 0     | 0       |
| Torino            | 2019–20           | 27                  | 3                   | 1                   | 2                | 2                | 0                | 6                           | 0                           | 1                           | —                  | —                  | —                  | 35    | 5     | 2       |
| Torino            | 2020–21           | 33                  | 5                   | 0                   | 2                | 0                | 0                | —                           | —                           | —                           | —                  | —                  | —                  | 35    | 5     | 0       |
| Torino            | 2021–22           | 33                  | 3                   | 1                   | —                | —                | —                | —                           | —                           | —                           | —                  | —                  | —                  | 33    | 3     | 1       |
| Torino            | Total             | 98                  | 11                  | 2                   | 6                | 2                | 0                | 6                           | 0                           | 1                           | —                  | —                  | —                  | 110   | 13    | 3       |
| Juventus          | 2022–23           | 30                  | 4                   | 1                   | 3                | 1                | 0                | 10                          | 0                           | 0                           | —                  | —                  | —                  | 43    | 5     | 1       |
| Juventus          | Total             | 30                  | 4                   | 1                   | 3                | 1                | 0                | 10                          | 0                           | 0                           | —                  | —                  | —                  | 43    | 5     | 1       |
| Total na carreira | Total na carreira | 151                 | 16                  | 3                   | 13               | 3                | 0                | 19                          | 0                           | 1                           | 3                  | 0                  | 0                  | 186   | 19    | 4       |

- a. ^ Jogos da Copa do Brasil e Copa da Itália
- b. ^ Jogos da Copa Libertadores, Copa Sul-Americana, Liga Europa e Liga dos Campeões da UEFA
- c. ^ Jogos da Primeira Liga e Campeonato Mineiro

### Seleção Brasileira
Abaixo estão listados todos os jogos, gols e assistências do futebolista pela Seleção Brasileira
Seleção Principal
| Ano               | Copa do Mundo | Copa do Mundo | Copa do Mundo | Amistosos | Amistosos | Amistosos | Total | Total | Total   |
| Ano               | Jogos         | Gols          | Assist.       | Jogos     | Gols      | Assist.   | Jogos | Gols  | Assist. |
| ----------------- | ------------- | ------------- | ------------- | --------- | --------- | --------- | ----- | ----- | ------- |
| 2022              | 2             | 0             | 0             | 1         | 0         | 0         | 3     | 0     | 0       |
| 2024              | —             | —             | —             | 1         | 0         | 0         | 1     | 0     | 0       |
| Total na carreira | 2             | 0             | 0             | 2         | 0         | 0         | 4     | 0     | 0       |

## Títulos
Juventus
- Copa da Itália: 2023–24

### Prêmios individuais
- Equipe do Ano da Serie A: 2021–22 e 2022–23
- Melhor Defensor da Serie A: 2021–22[27]